# Marcu Burtea
Marcu Burtea (n. 21 septembrie 1947, Broșteni - d. 19 ianuarie 2015) a fost un senator român în legislatura 1996-2000 ales în județul Gorj pe listele partidului PDSR. Marcu Burtea a demisionat pe data de 28 iunie 2000 și a fost înlocuit de senatorul Petra Doandeș. În cadrul activității sale parlamentare, Marcu Burtea a fost membru în grupurile parlamentare de prietenie cu Australia și Republica Turcia. Marcu Burtea a fost membru în comisia juridică de numiri, disciplină, imunități și validări.  